# Premiul Logie
Premiile Logie sunt premiile decernate de televiziunea australiană, ținute în fiecare an din 1959 pănâ în prezent. Premiul are mai multe categorii, cea mai prestigioasă fiind Premiul Logie de Aur, care îi este înmânat celei mai populare personalități a televiziunii australiene. Premiile Logie sunt considerate echivalentul premiilor Emmy în Australia.